# Мерісвілл (Каліфорнія)
Мерісвілл (англ. Marysville) — місто (англ. city) в США, в окрузі Юба штату Каліфорнія. Населення — 12 844 особи (2020).

## Географія
Мерісвілл розташований за координатами 39°9′6″ пн. ш. 121°35′0″ зх. д. / 39.15167° пн. ш. 121.58333° зх. д. (39.151535, -121.583374).  За даними Бюро перепису населення США в 2010 році місто мало площу 9,28 км², з яких 8,97 км² — суходіл та 0,31 км² — водойми.

### Клімат
| Клімат : Мерісвілл      | Клімат : Мерісвілл | Клімат : Мерісвілл | Клімат : Мерісвілл | Клімат : Мерісвілл | Клімат : Мерісвілл | Клімат : Мерісвілл | Клімат : Мерісвілл | Клімат : Мерісвілл | Клімат : Мерісвілл | Клімат : Мерісвілл | Клімат : Мерісвілл | Клімат : Мерісвілл | Клімат : Мерісвілл |
| Показник                | Січ.               | Лют.               | Бер.               | Квіт.              | Трав.              | Черв.              | Лип.               | Серп.              | Вер.               | Жовт.              | Лист.              | Груд.              | Рік                |
| Абсолютний максимум, °C | 24,4               | 28,3               | 31,7               | 37,8               | 40,6               | 45,0               | 47,8               | 46,1               | 45,0               | 40,0               | 31,7               | 27,8               | 47,8               |
| Середній максимум, °C   | 12,3               | 15,8               | 18,9               | 22,8               | 27,3               | 32,0               | 35,7               | 34,8               | 31,8               | 26,1               | 18,4               | 12,8               | 24,1               |
| Середній мінімум, °C    | 3,2                | 5,2                | 6,7                | 8,7                | 11,5               | 14,5               | 16,3               | 15,2               | 13,4               | 9,9                | 5,7                | 3,3                | 9,4                |
| Абсолютний мінімум, °C  | −12,8              | −7,2               | −3,3               | −1,1               | 2,2                | 5,0                | 7,2                | 7,2                | 2,8                | 0,0                | −4,4               | −8,9               | −12,8              |
| Днів з дощем            | 10                 | 9                  | 8                  | 5                  | 3                  | 1                  | 0                  | 0                  | 1                  | 3                  | 7                  | 9                  | 56,0               |
| ----------------------- | ------------------ | ------------------ | ------------------ | ------------------ | ------------------ | ------------------ | ------------------ | ------------------ | ------------------ | ------------------ | ------------------ | ------------------ | ------------------ |
| Джерело: WRCC           |                    |                    |                    |                    |                    |                    |                    |                    |                    |                    |                    |                    |                    |

## Демографія
Згідно з переписом 2010 року, у місті мешкали 12 072 особи в 4668 домогосподарствах у складі 2705 родин. Густота населення становила 1300 осіб/км².  Було 5196 помешкань (560/км²).
Расовий склад населення:
| - 71,0 % — білих - 4,3 % — чорних або афроамериканців - 4,1 % — азіатів - 2,5 % — корінних американців - 0,3 % — вихідців з тихоокеанських островів - 10,3 % — осіб інших рас |

До двох чи більше рас належало 7,4 %. Частка іспаномовних становила 24,2 % від усіх жителів.
За віковим діапазоном населення розподілялося таким чином: 25,1 % — особи молодші 18 років, 62,9 % — особи у віці 18—64 років, 12,0 % — особи у віці 65 років та старші. Медіана віку мешканця становила 32,5 року. На 100 осіб жіночої статі у місті припадало 99,6 чоловіків;  на 100 жінок у віці від 18 років та старших — 98,3 чоловіків також старших 18 років.
Середній дохід на одне домашнє господарство  становив 45 198 доларів США (медіана — 34 566), а середній дохід на одну сім'ю — 47 341 долар (медіана — 42 500). Медіана доходів становила 40 495 доларів для чоловіків та 33 503 долари для жінок. За межею бідності перебувало 28,6 % осіб, у тому числі 45,5 % дітей у віці до 18 років та 12,7 % осіб у віці 65 років та старших.
Цивільне працевлаштоване населення становило 4064 особи. Основні галузі зайнятості: освіта, охорона здоров'я та соціальна допомога — 29,4 %, роздрібна торгівля — 14,9 %, науковці, спеціалісти, менеджери — 9,7 %, публічна адміністрація — 9,0 %.